# Hechi (meteoryt)
Hechi – meteoryt kamienny znaleziony w 1956 roku w regionie autonomicznym Kuangsi w Chinach.